# 2025 în știință
O serie de evenimente științifice semnificative sunt programate să aibă loc în 2025. Organizația Națiunilor Unite a declarat anul 2025 Anul internațional al științei și tehnologiei cuantice.

## Evenimente

### Ianuarie
- 1 ianuarie – Se primesc date telemetrice detaliate de la sonda solară Parker, în urma trecerii acesteia prin coroana solară.[1]
- 2 ianuarie – La o carieră din Oxfordshire a fost descoperită cele mai multe urme fosile de dinozaur găsite vreodată în Regatul Unit, constând în 200 de amprente uriașe făcute în timpul Jurasicului mijlociu.[2]
- 3 ianuarie – Cercetătorii raportează descoperirea unei noi clase de anticorpi anti-malarie.[3][4]
- 8 ianuarie – Oamenii de știință publică o hartă cuprinzătoare a localizării proteinelor în celulele umane, oferind noi perspective potențiale asupra modului în care celulele răspund la infecții.[5]
- 10 ianuarie – Anul 2024 este primul an în care se depășește limita de 1,5 °C pentru încălzirea globală. Conform datelor Copernicus, temperaturile medii globale pentru 2024 au fost cu aproximativ 1,6 °C peste cele din perioada preindustrială – perioada de dinainte ca oamenii să înceapă să ardă cantități mari de combustibili fosili.[6] În România, anul 2024 a fost cel mai călduros an din istoria măsurătorilor meteorologice, cu o temperatură medie anuală de 12,9 °C.[7]
- 13 ianuarie – Cercetătorii au descoperit ceea ce ar putea fi cea mai veche hartă tridimensională din lume într-o peșteră din Bazinul Parisului din Franța, datând de acum 13.000 de ani.[8]

29 ianuarie: ESA începe monitorizarea asteroidului, care este clasificat cu 3 pe scara Torino.

- 15 ianuarie – Sonda Gaia a Agenției Spațiale Europene își încheie activitatea după 11 ani de cartografiere a galaxiei Calea Lactee, timp în care a efectuat trei trilioane de observații asupra a două miliarde de stele.[9]
- 16 ianuarie
  - Cercetătorii Microsoft publică detalii despre MatterGen, un instrument generativ AI pentru proiectarea materialelor.[10]
  - Stația de monitorizare a aerului de la Observatorul Mauna Loa din Hawaii raportează că CO2 a crescut cu 3,58 părți pe milion (ppm) în 2024, depășind recordul anterior de 3,36 ppm stabilit în 2023. Concentrația atmosferică globală de CO2 este în prezent de 427 ppm, cu peste 50% mai mare decât nivelul preindustrial.[11][12]
- 21 ianuarie
  - Mai mult de o treime (34 %) din zona boreală arctică este considerată în prezent o sursă de emisii de carbon, în loc să fie un rezervor de carbon, cifră care crește la 40 % atunci când sunt incluse emisiile provenite din incendii.[13]
  - S-a descoperit că exoplaneta WASP-127b are viteze ale vântului de până la 33.000 km/h, cel mai rapid jet de vânt de acest tip măsurat vreodată.[14]
- 23 ianuarie – Un studiu asupra adulților cu deficit de atenție și hiperactivitate (ADHD) a constatat că această afecțiune poate reduce speranța de viață cu 4,5 până la 9 ani pentru bărbați și cu 6,5 până la 11 ani pentru femei.[15]
- 24 ianuarie – Un studiu realizat de Universitatea din Birmingham constată că vehiculele electrice au în prezent o durată medie de viață de 18,4 ani, depășind durata medie de viață a vehiculelor diesel de 16,8 ani și aproape egalând durata medie de viață a vehiculelor pe benzină de 18,7 ani.[16][17]
- 29 ianuarie – Agenția Spațială Europeană (ESA) anunță că a început monitorizarea asteroidului 2024 YR4, care are o posibilitate de 1 la 77 (1,3%) de a lovi Pământul pe 22 decembrie 2032.[18]

### Februarie

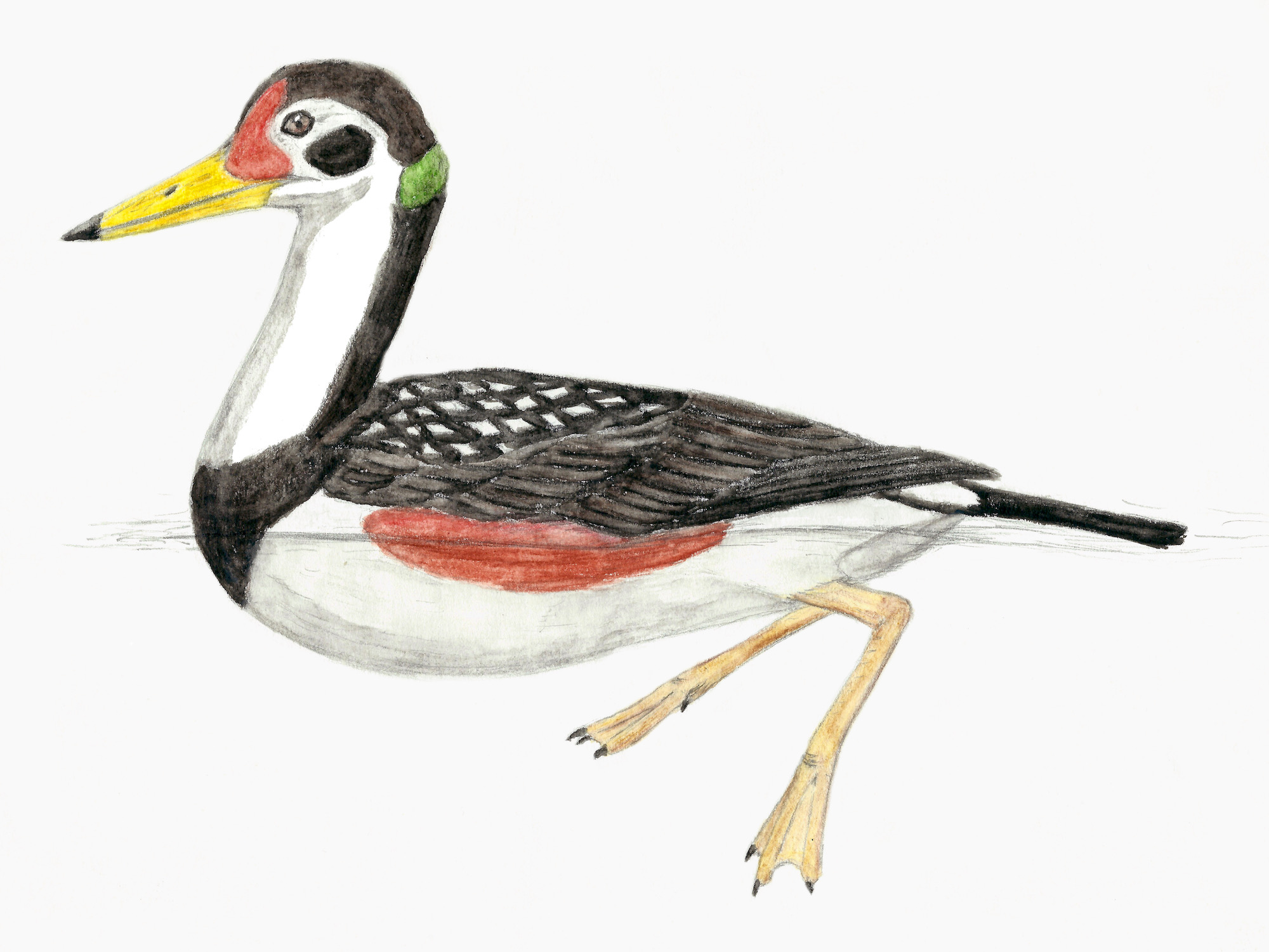
5 februarie: Imagine restaurată a Vegavis iaai, ceai mai veche păsăre modernă cunoscută, o rudă timpurie a rațelor și gâștelor, și care a trăit în Antarctica acum 69 de milioane de ani

- 3 februarie – Noi genuri și specii din familia dinozaurilor Ornithomimidae au fost identificate în Mexic.[19]
- 5 februarie – O lucrare publicată în revista Nature descrie o nouă fosilă importantă a celei mai vechi păsări moderne cunoscute, o rudă timpurie a rațelor și gâștelor care a trăit în Antarctica cam în aceeași perioadă în care Tyrannosaurus rex domina America de Nord. Fosila, care constă într-un craniu aproape complet, vechi de 69 de milioane de ani, aparține unei păsări dispărute numită Vegavis iaai și a fost colectată în timpul unei expediții din 2011 a Proiectului Paleontologic al Peninsulei Antarctice.[20]
- 6 februarie – Oamenii de știință estimează o șansă la 2.700 ca asteroidul 101955 Bennu să intre în coliziune cu Pământul în septembrie 2182. Bennu este un obiect stâncos care în prezent se apropie de Pământ o dată la șase ani, la o distanță de aproximativ 299.000 km.[21]
- 10 februarie – În urma creșterii probabilității de impact a asteroidului 2024 YR4 – de la 1,3% la 2,1% – Agenția Spațială Europeană anunță că va utiliza capacitățile avansate ale Telescopului Spațial James Webb pentru a observa asteroidul, pentru a-i determina mai bine dimensiunea și traiectoria.[22]
- 12 februarie – Se anunță că tokamak-ul WEST din Franța a menținut plasma stabilă timp de 1.337 de secunde, un nou record mondial de durată pentru fuziunea nucleară și cu 25% mai mult decât cel din China din luna precedentă.[23][24]
- 13 februarie – Oamenii de știință de la Universitatea Cambridge anunță crearea unui reactor solar care extrage dioxidul de carbon direct din aer și îl transformă în combustibil durabil.[25]
- 15 februarie – Se raportează un nou record scăzut al întinderii globale a gheții marine, care scade sub cel mai scăzut record anterior, înregistrat la începutul anului 2023.[26]
- 18 februarie
  - Probabilitatea de impact a 2024 YR4 este ridicată din nou de NASA, de la 2,1% la 2,6%,[27] și apoi la 3,1% în aceeași zi.[28]
  - Prima cartografiere 3D a atmosferei unei exoplanete este realizată de Very Large Telescope al European Southern Observatory. S-a constatat că WASP-121b (cunoscută și sub numele de Tylos) are vânturi puternice care transportă elemente precum fierul și titanul, creând modele meteorologice complicate în atmosfera sa.[29]
- 19 februarie – Un studiu publicat în revista Annals of Botany oferă dovezi solide că palmierii au prosperat cândva în Canada subarctică. În timpul Eocenului timpuriu târziu – acum aproximativ 48 de milioane de ani – această regiune a menținut temperaturi ridicate pe tot parcursul anului, chiar și în timpul lunilor din timpul iernii. Echipa a identificat fitolite fosilizate de palmieri în sedimentele vechi din patul lacului extrase din Teritoriile de Nord-Vest ale Canadei. Aceste fosile, alături de rămășițele conservate ale organismelor acvatice de apă caldă, indică un climat mult mai cald decât se credea anterior.[30]
- 24 februarie – NASA anunță oficial că asteroidul 2024 YR4 nu mai reprezintă „o amenințare semnificativă” pentru Pământ în 2032 și după această dată, deoarece șansele unui impact scad la 0,0017%. Acest lucru înseamnă că nu mai este necesară o misiune de apărare planetară pentru interceptarea și devierea obiectului în 2028, când se va apropia de Pământ.[31]
- 28 februarie – Un dispozitiv electronic numit "e-Taste", dezvoltat de Universitatea de Stat din Ohio, este capabil să reproducă percepția gustului, ceea ce ar putea îmbunătăți experiențele de realitate virtuală.[32][33]

### Martie

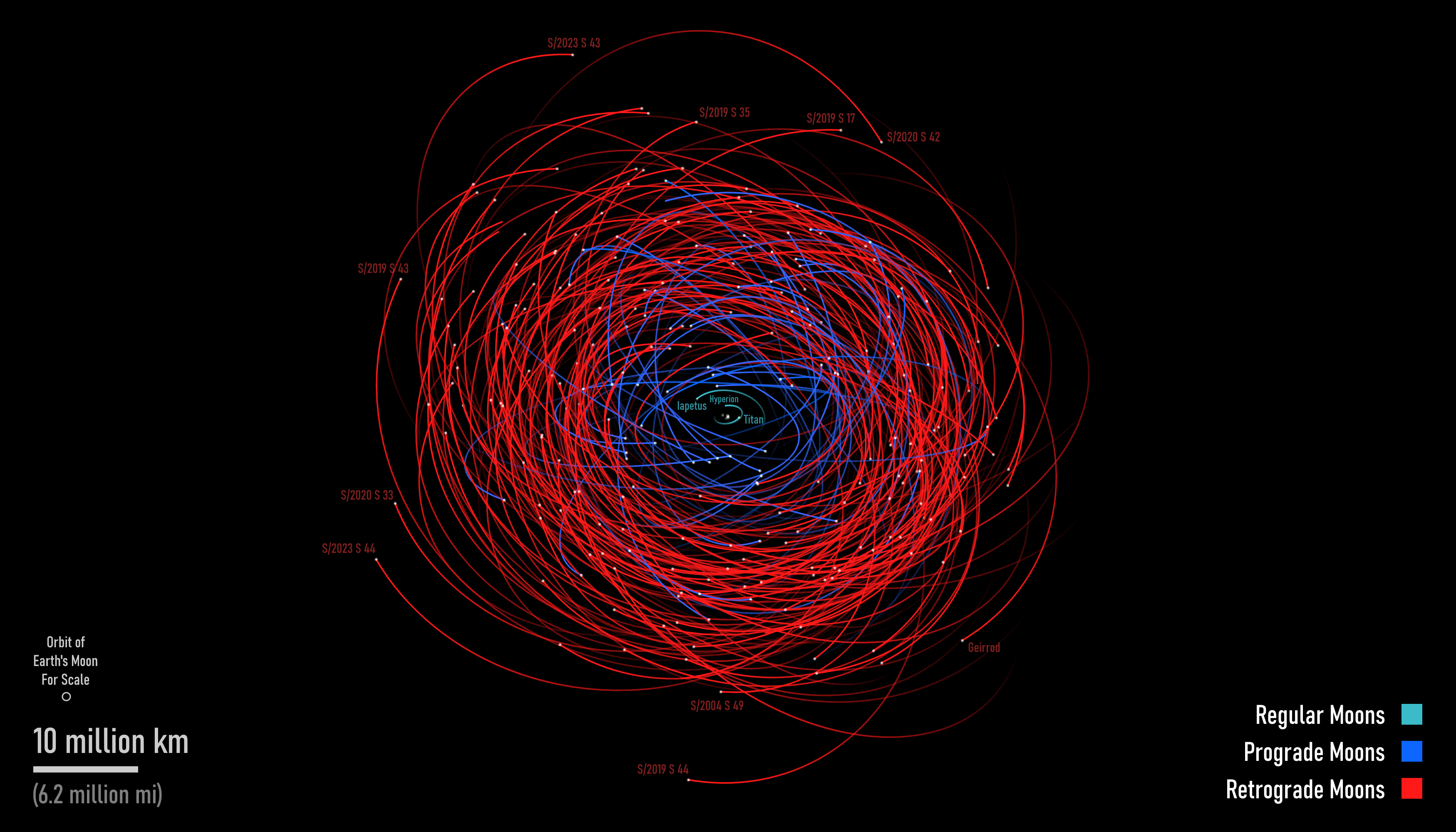
11 martie: sunt confirmați 128 de noi sateliți ai lui Saturn.

- 2 martie – Compania privată americană Firefly Aerospace aterizează cu succes Blue Ghost Mission 1 pe Lună ca parte a programului NASA Commercial Lunar Payload Services, livrând încărcătură utilă pe Mare Crisium cu instrumente pentru studierea regolitelor lunare și a interacțiunilor dintre vântul solar și câmpul magnetic al Pământului.[34]
- 4 martie – Compania americană Colossal Biosciences anunță crearea unui „șoarece lânos” cu opt gene modificate, care exprimă trăsături asemănătoare mamutului lânos, cu mustăți crețe și păr ondulat, deschis la culoare, care crește de trei ori mai mult decât un șoarece de laborator obișnuit.[35][36]
- 5 martie – Cercetătorii italieni raportează pentru prima dată transformarea luminii într-un supersolid.[37][38]
- 6 martie
  - Un studiu publicat în Science constată că populațiile de fluturi din SUA au scăzut cu 22% între 2000 și 2020, numărul speciilor care au scăzut fiind de 13 ori mai mare decât cel al speciilor care au crescut, stârnind îngrijorare cu privire la pierderea viitoare a biodiversității.[39][40]
  - O rachetă Ariane 6 lansează satelitul militar francez CSO-3 de la Centrul Spațial Guiana din Guiana Franceză. Aceasta este prima lansare comercială a sistemului de lansare Ariane 6.[41]
  - Sonda spațială IM-2 Athena a companiei Intuitive Machines aterizează pe Mons Mouton, lângă polul sudic lunar, după lansarea de la Centrul Spațial Kennedy din Florida, SUA, pe 27 februarie, însă aterizează la un unghi incorect și nu își poate finaliza misiunea.[42]
- 10 martie – Un studiu publicat în revista PNAS constată că poluarea cu microplastice reduce fotosinteza la plante și alge cu până la 12%, ceea ce duce la pierderi anuale de alimente estimate la 110-361 milioane de tone de culturi și până la 24 milioane de tone de fructe de mare. Dacă nu se iau măsuri pentru a reduce deșeurile de plastic, 400 de milioane de oameni ar putea fi expuși riscului de foamete în decurs de două decenii.[43][44]

- 11 martie

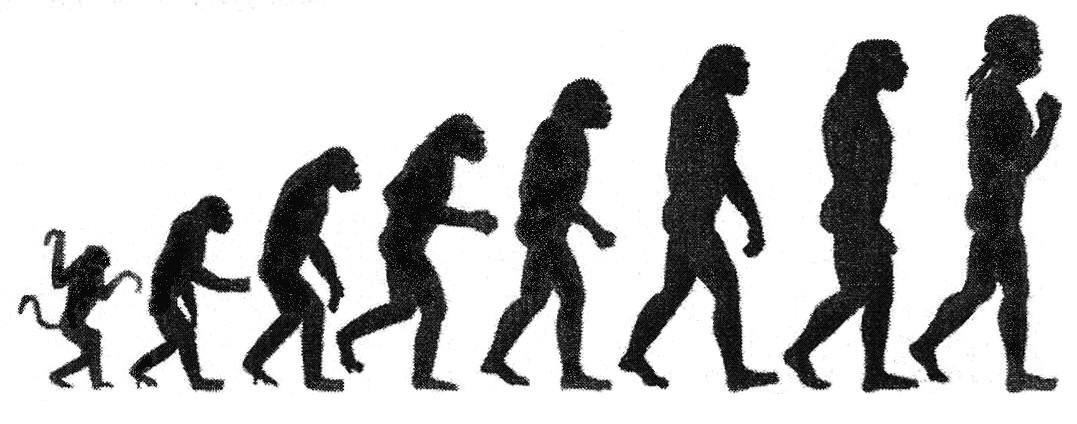
18 martie: Un studiu nou dezvăluie că oamenii moderni provin din cel puțin două populații ancestrale care s-au separat acum aproximativ 1,5 milioane de ani și s-au reunit în urmă cu cca 300.000 de ani.

  - Se raportează descoperirea a 128 de noi sateliți ai lui Saturn de către astronomii care utilizează Telescopul Canada-France-Hawaii, ceea ce ridică numărul total de sateliți confirmați ai gigantului gazos la 274.[45][46]
  - NASA lansează observatorul spațial în infraroșu apropiat SPHEREx pe o navă spațială Falcon 9 Block 5 de la Baza Forțelor Spațiale Vandenberg din comitatul Santa Barbara, California, Statele Unite. Misiunea SPHEREx va efectua un studiu și va cartografia în culori aproximativ 450 de milioane de galaxii de pe cer.[47][48]
  - Trei noi exoplanete stâncoase, toate mai mici decât Pământul, sunt detectate în jurul stelei lui Barnard, cea mai apropiată stea solitară de Soare, aflată la doar 5,96 ani-lumină distanță. Barnard b, pe care observațiile au sugerat-o anterior, este, de asemenea, confirmată, aducând numărul total de planete cunoscute din jurul stelei la patru.[49][50]

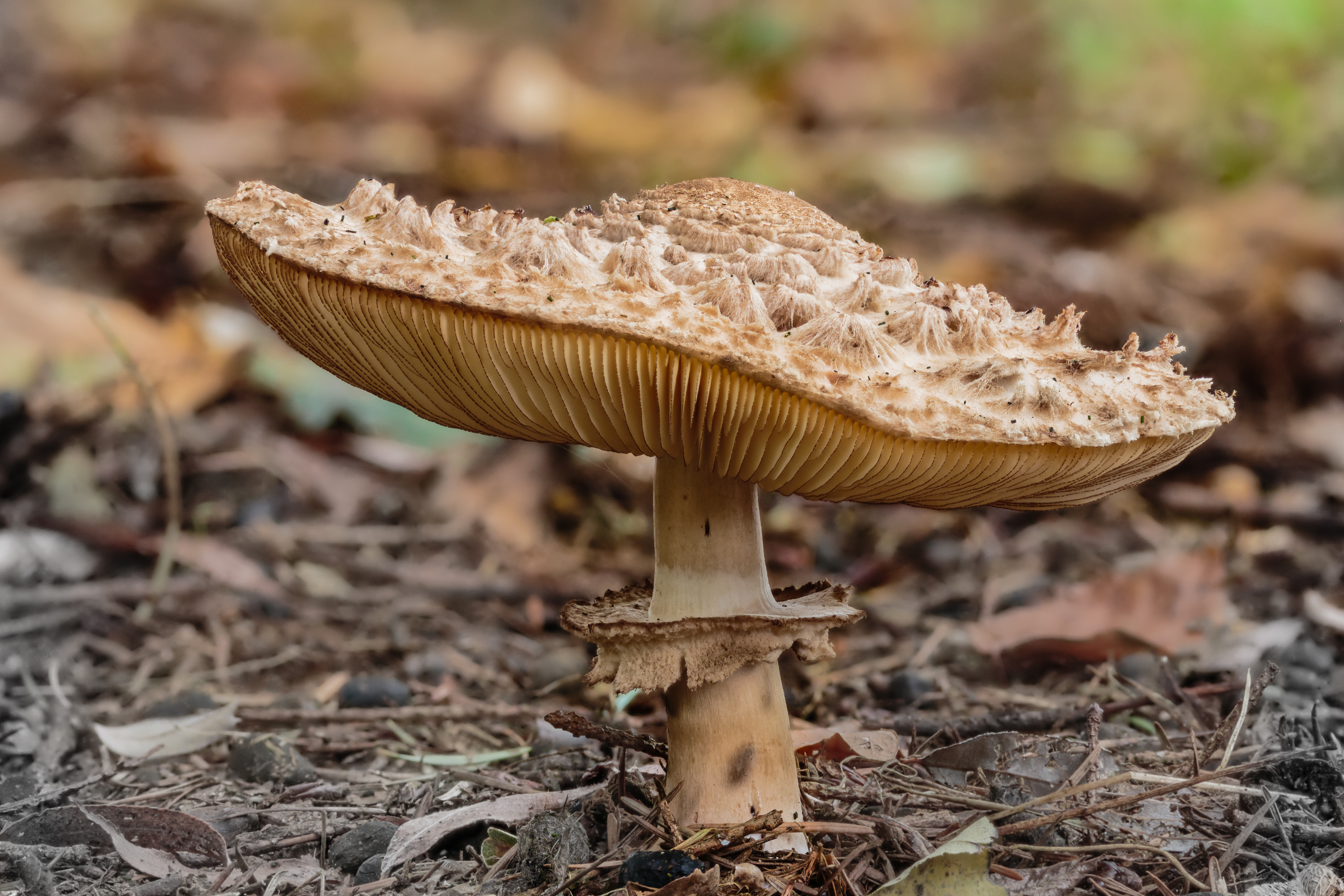
27 martie: Un studiu arată că ciupercile vitale pentru viață se confruntă cu un risc tot mai mare de dispariție.

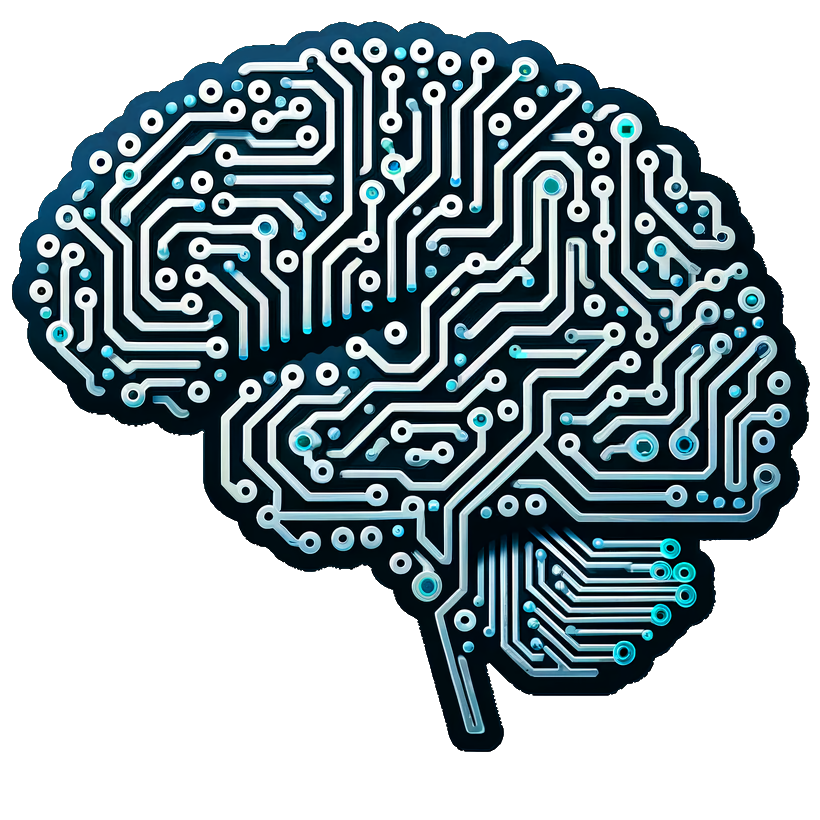
31 martie: Cel mai recent model GPT-4.5 al OpenAI este considerat a fi imposibil de distins de un om în conversațiile text.

- 12 martie – Au fost descoperite în Spania oase faciale fosilizate cu o vechime cuprinsă între 1,1 și 1,4 milioane de ani, care ar putea reprezenta o specie necunoscută până acum în linia evolutivă umană. Cercetătorii au denumit fosila „Pink”, în onoarea trupei Pink Floyd. Pink prezintă unele asemănări – dar și diferențe – cu Homo erectus, considerată a fi prima specie umană care a migrat din Africa.[51]
- 13 martie – Prima imagine a două proteine PINK1 atașate la membrana unei mitocondrii este obținută prin microscopie crioelectronică, un progres potențial în dezvoltarea de tratamente pentru boala Parkinson.[52][53]
- 18 martie – O nouă cercetare de la Universitatea Cambridge dezvăluie că oamenii moderni provin din cel puțin două populații ancestrale care s-au separat și apoi s-au reunit. Analiza genomurilor complete a arătat că aceste grupuri s-au despărțit acum aproximativ 1,5 milioane de ani și s-au reunit în urmă cu aproximativ 300.000 de ani. În urma acestei reuniuni, una dintre populații a contribuit cu 80% la structura genetică a oamenilor moderni, iar cealaltă cu 20%.[54]
- 19 martie – În peștera Cussac din Franța, o peșteră labirintică descoperită în anul 2000, s-a descoperit o colecție de animale preistorice, rar observată până în prezent; oamenii antici care au trăit acum aproximativ 30.000 de ani au sculptat cai, mamuți și rinoceri în pereții grotei.[55]
- 20 martie – În galaxia JADES-GS-z14-0, cea mai îndepărtată galaxie cunoscută, situată la 13,4 miliarde de ani lumină de Pământ, s-a descoperit oxigen.[56]
- 25 martie – A fost publicat un studiu prin care a fost descris dinozaurul Duonychus tsogtbaatari, ca un nou gen și o nouă specie de therizinosaurs, după ce fosilele au fost descoperite în 2012 în deșertul Gobi. Dinozaurul măsura aproximativ 3 metri lungime, cântărea aproximativ 260 kg și a trăit în urmă cu aproximativ 90-95 de milioane de ani, în perioada Cretacicului. Ghearele sale măsurau aproximativ 30 cm lungime.[57]
- 26 martie – Aurorele sunt confirmate pentru prima dată pe Neptun, fiind observate prin combinarea imaginilor în lumină vizibilă de la Telescopul Spațial Hubble cu imagini în infraroșu apropiat de la Telescopul Spațial James Webb.[58]
- 27 martie 
  - Conform celei mai recente ediții a listei roșii a speciilor amenințate, un grup internațional de conservare a constatat că aproape o treime dintre speciile de ciuperci se confruntă cu riscul de dispariție, din cauza defrișărilor și extinderii terenurilor agricole. Ciupercile, al doilea regn ca mărime după regnul animal, îndeplinesc funcții vitale în ecosisteme, de la descompunerea materiei organice la sprijinirea digestiei la mamifere și regenerarea pădurilor. De asemenea, ele sunt indispensabile pentru producția unor medicamente puternice, cum ar fi antibioticele, precum și pentru alimente de bază, cum ar fi pâinea și berea.[59]
  - Telescopul Spațial James Webb a fotografiat fluxul de materie ejectată de o stea nou-născută, care s-a aliniat perfect cu o galaxie spirală îndepărtată, creând o  o „tornadă cosmică”. Tornada s-a produs la 625 de ani lumină distanță, într-o parte a spațiului în care se nasc stele.[60]
- 28 martie – O echipă de cercetători a reușit să readucă la viață alge care s-au scufundat pe fundul Mării Baltice în urmă cu aproape 7.000 de ani. Deși au stat în sedimente fără lumină și oxigen, algele și-au recăpătat viabilitatea deplină.[61]
- 31 martie – S-a anunțat că GPT-4.5 a trecut testul Turing.[62]

### Aprilie
- 1 aprilie

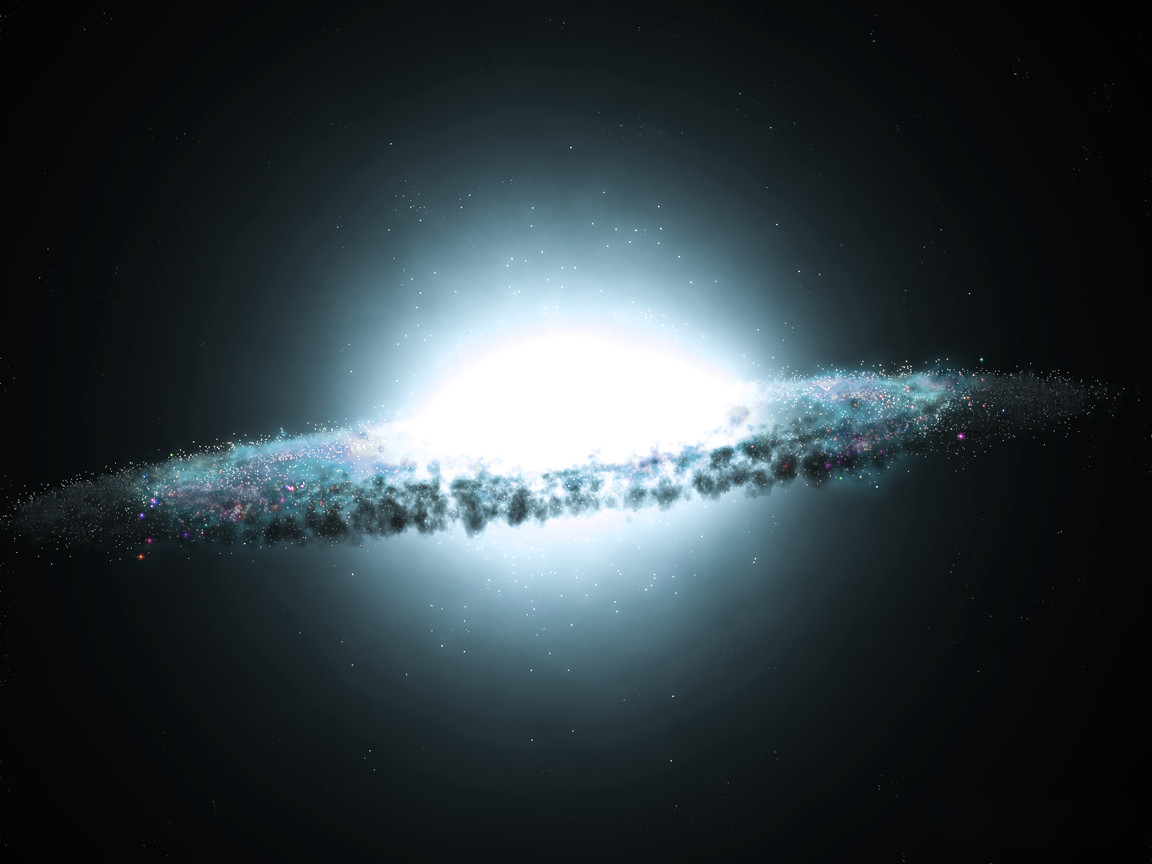
8 aprilie: Un studiu propune pentru prima dată un model care înlocuiește energia întunecată și materia întunecată în explicarea naturii universului.

  - Fram2 se lansează la bordul unei rachete SpaceX Falcon 9, devenind primul zbor spațial cu echipaj care intră pe o orbită polară în jurul Pământului.[63]
  - Un studiu recent a demonstrat că anumite specii de licheni pot supraviețui și menține o activitate metabolică în condiții similare celor de pe Marte, inclusiv expunerea la radiații ionizante, oferind noi perspective pentru astrobiologie și explorarea spațială.[64]
- 2 aprilie – Cel mai mic stimulator cardiac din lume – capabil să încapă în vârful unei seringi și să fie injectat neinvaziv în organism – este demonstrat de oamenii de știință de la Universitatea Northwestern, SUA. Dispozitivul, care măsoară doar 3,5 milimetri în lungime, este conceput pentru utilizare temporară și poate fi făcut să se biodegradeze într-un anumit număr de zile, în funcție de nevoile pacientului.[65]
- 7 aprilie – Compania americană de genetică Colossal Biosciences anunță că Romulus, Remus și Khaleesi sunt lupi cenușii modificați genetic, care reproduc caracteristici ale lupilor dispăruți.[66]
- 8 aprilie
  - Un cercetător de la Universitatea din Alabama propune pentru prima dată un model care înlocuiește energia întunecată și materia întunecată în explicarea naturii universului. El propune un univers construit pe etape de singularități multiple, mai degrabă decât doar Big Bang, pentru a explica expansiunea cosmosului. Noul model spune că universul se extinde datorită unei serii de explozii treptate numite „singularități temporale tranzitorii” care inundă întregul cosmos cu materie și energie, dar care se produc atât de rapid, încât nu pot fi observate, deoarece aceste singularități apar și dispar.[67]
  - Maxwell Labs, în colaborare cu Laboratoarele Sandia și Universitatea din New Mexico, anunță un sistem de răcire fotonică bazat pe laser pentru cipuri de calculator, cu scopul de a reduce consumul de energie pentru răcirea centrelor de date cu până la 40%, îmbunătățind în același timp performanța procesorului.[68][69]

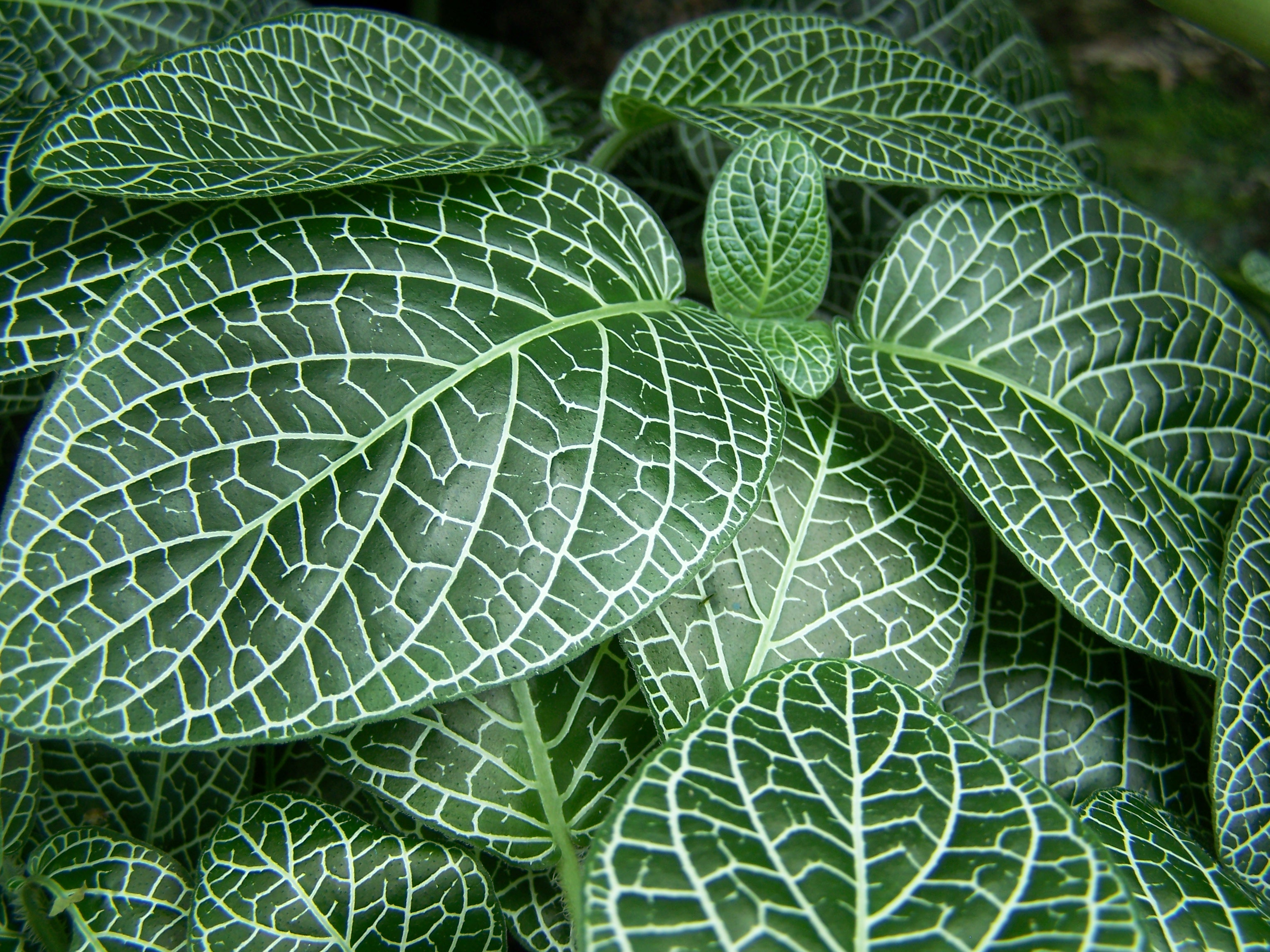
15 aprilie: Microplasticele aflate în suspensie în aer se infiltrează în frunzele plantelor, ceea ce ridică probleme de mediu

- 9 aprilie – Oamenii de știință descoperă modul în care găurile negre cu masă stelară emit jeturi puternice de plasmă. Studiul, publicat în Publications of the Astronomical Society of Japan, arată că atunci când materialul gazos supraîncălzit suferă o contracție rapidă către gaura neagră, are loc formarea jetului.[70]
- 10 aprilie
  - În revista Science se publică un studiu conform căruia un maxilar descoperit în Taiwan a aparținut unui grup de strămoși umani primitivi numiți denisovani. Pe baza compoziției nevertebratelor marine găsite atașate maxilarului, fosila a fost datată în Pleistocen, iar analiza a arătat că unele secvențe de proteine din maxilar seamănă cu cele conținute în genomul unei fosile Denisovan recuperate în Siberia. Identificarea probabilă a maxilarului din Taiwan ca fiind denisovan extinde regiunea în care oamenii de știință știu că au trăit acești oameni antici.[71]
  - Cele mai vechi dovezi ale producției de unelte din fildeș au fost descoperite în Ucraina, datând de acum 400.000 de ani. Cele mai vechi dovezi ale fabricării de unelte din os, modelate în mod deliberat, datează de acum aproximativ 1,4 – 0,7 milioane de ani în Etiopia. În Europa, cele mai vechi dovezi ale producției de unelte din os datează din Pleistocenul mijlociu. Cele mai vechi dovezi ale modificării fildeșului datează de acum aproximativ 120.000 de ani. Cu toate acestea, un studiu publicat în International Journal of Osteoarchaeology, datează ca cea mai veche utilizare cunoscută a fildeșului ca material pentru confecționarea uneltelor la aproximativ 400.000 de ani în urmă.[72]
- 12 aprilie – Cercetători chinezi anunță că solul și rocile returnate de pe partea îndepărtată a Lunii sugerează că aceasta ar putea fi mai uscată decât partea orientată constant spre Pământ. Ei au avertizat însă că sunt necesare mai multe eșantioane pentru o imagine mai clară.[73]

- 15 aprilie

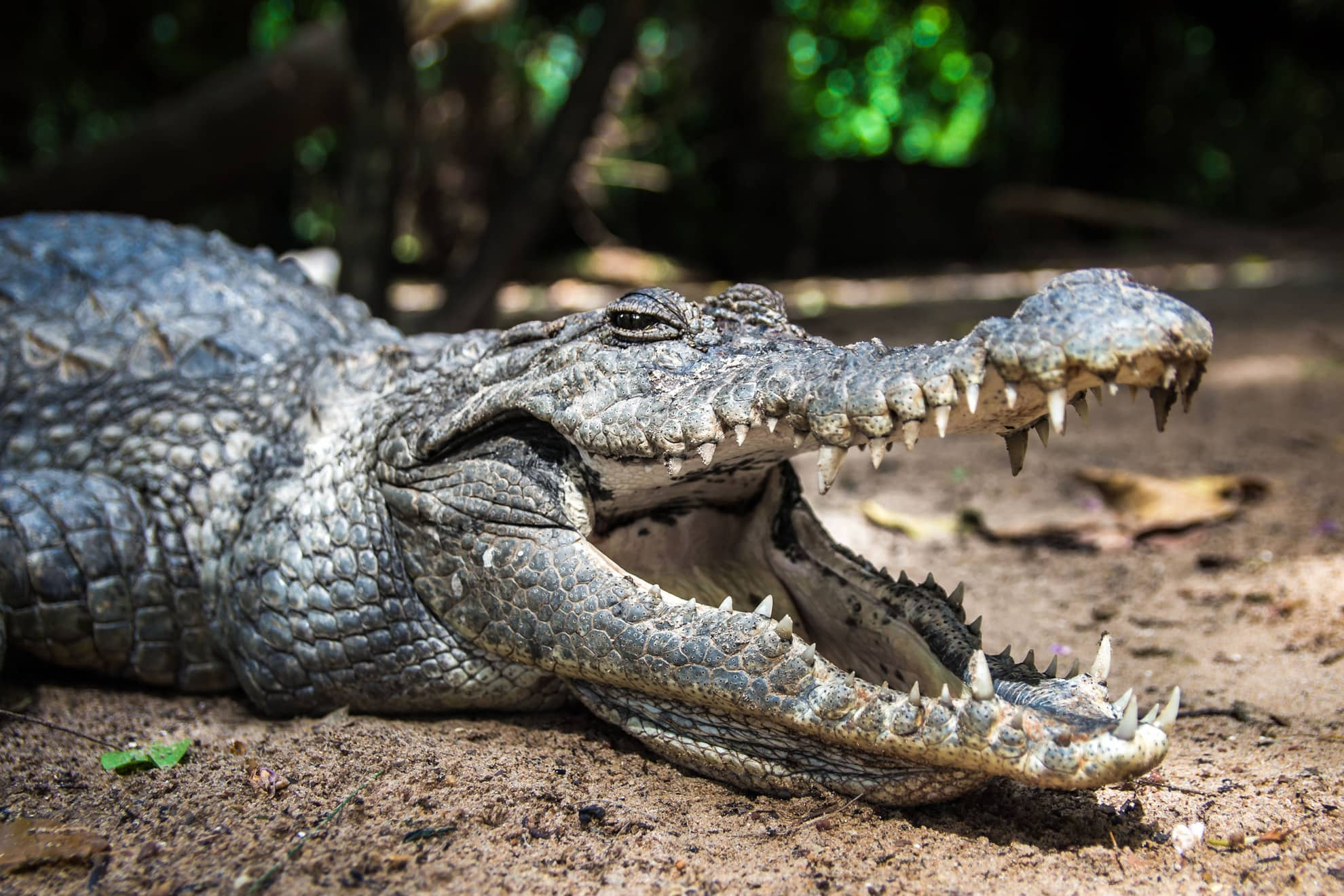
15 aprilie: Strămoșii crocodilienilor de astăzi au supraviețuit la două evenimente de extincție în masă

  - Un studiu publicat în revista Nature arată că microplasticele din atmosferă pot fi absorbite direct de frunzele plantelor, determinând o răspândire a polimerilor plastici în vegetație, concentrații de polietilen tereftalat (PET) și polistiren (PS) fiind identificate în frunze din diverse medii, inclusiv orașe și zone agricole.[74]
  - Astronomii au descoperit, cu ajutorul Observatorului Keck, dovezi solide ale existenței galaxiei pitice FCC 224, situată la marginea roiului Fornax și aparent lipsită de materie întunecată. Această galaxie ultra-difuză prezintă un număr neobișnuit de mare de roiuri globulare, în contrast cu lipsa materiei întunecate în regiunile sale interioare, o caracteristică inexplicabilă prin modelele cosmologice actuale.[75]
  - Crocodilienii, descendenți ai unui grup vechi de 230 de milioane de ani, sunt supraviețuitori a două extincții în masă datorită adaptabilității lor evolutive. Un nou studiu apărut în revista Palaeontology arată că flexibilitatea remarcabilă a stilului lor de viață, atât în dietă cât și în habitatul de hrănire, a fost un factor cheie al longevității lor. Cercetătorii au constatat că, spre deosebire de rudele lor dispărute, crocodilienii moderni sunt generaliști ecologici, o trăsătură care le-a permis să prospere în fața schimbărilor dramatice ale mediului.[76]
- 16 aprilie
  - Oamenii de știință raportează o nouă metodă de generare a electricității din apa de ploaie care cade, folosind fluxul în tuburi verticale, convertind peste 10% din energia apei în electricitate și producând suficientă energie pentru a aprinde 12 LED-uri.[77]
  - OpenAI anunță lansarea a două noi modele AI, o3 și o4-mini.[78]

- 17 aprilie 

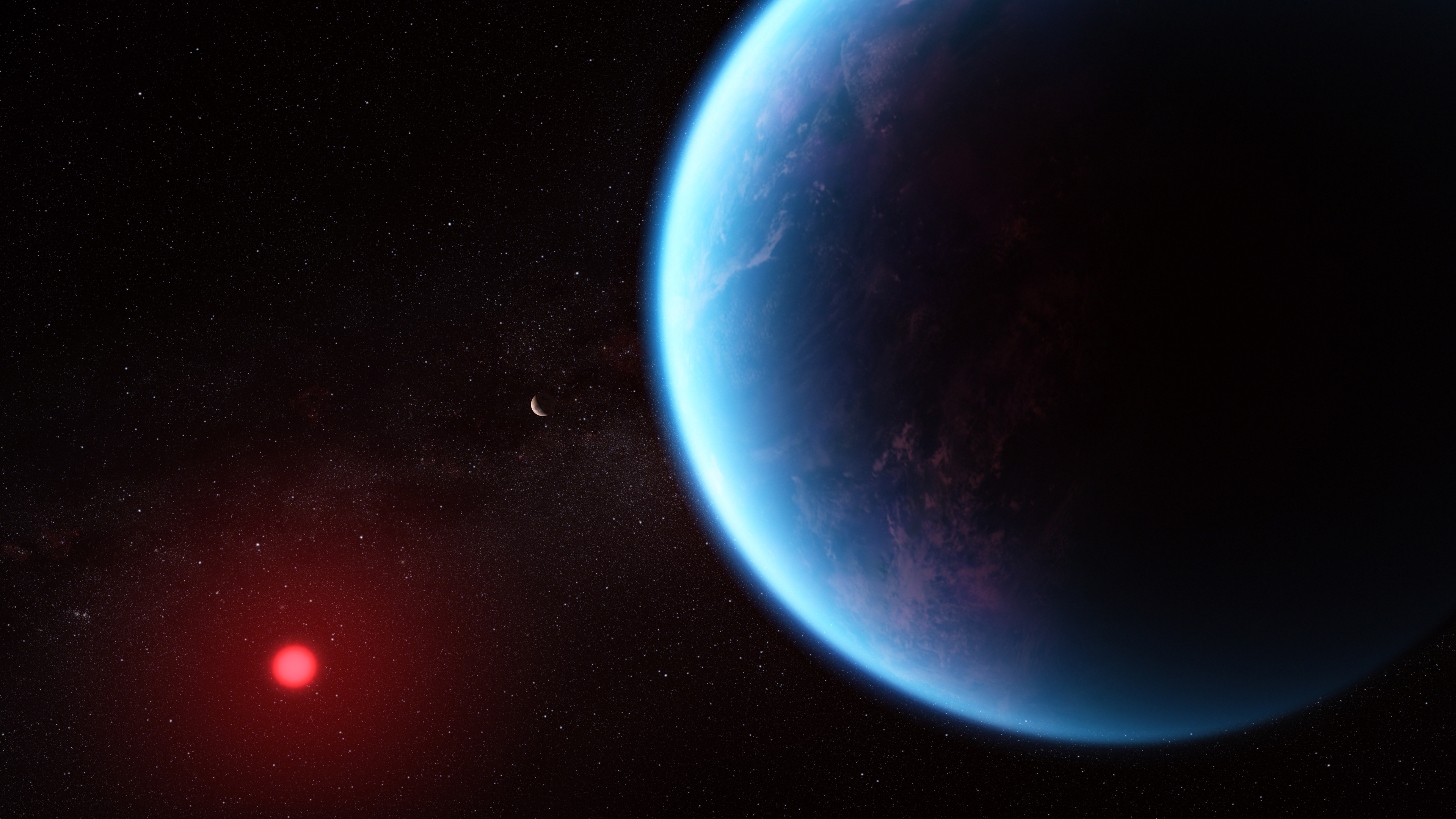
17 aprilie: Planeta K2-18b (în albastru, concept artistic), care are o posibilă biosemnătură

  - Se descoperă că atmosfera planetei K2-18b, situată la 124 de ani lumină distanță, conține cantități mari de sulfură de dimetil și disulfură de dimetil – doi compuși despre care se știe că, pe Pământ, sunt produși doar de viață. Această descoperire, deși necesită dovezi suplimentare, este descrisă drept „cea mai puternică dovadă până în prezent a unei activități biologice dincolo de sistemul solar”.[79][80]
  - Cercetările roverului Curiosity au descoperit dovezi ale unui ciclu al carbonului pe vechiul Marte, indicând o atmosferă bogată în dioxid de carbon capabilă să susțină apă lichidă și, potențial, viața. Descoperirea unor depozite semnificative de siderit, un carbonat de fier, în straturile bogate în sulfat ale Muntelui Sharp sugerează că dioxidul de carbon atmosferic s-a transformat în rocă pe măsură ce atmosfera s-a rarefiat, un proces care ar fi putut contribui la răcirea și aridizarea planetei.[81]
  - O echipă internațională de microbiologi a identificat și descris o nouă specie de archaea producătoare de metan în intestinul uman, denumită Methanobrevibacter intestini, alături de o variantă neobișnuită a speciei Methanobrevibacter smithii. Aceste descoperiri, realizate prin metode avansate de cultivare anaerobă și analiză genetică, subliniază complexitatea și importanța archaeelor în microbiomul uman. Studiul sugerează că archaea ar putea juca un rol semnificativ în funcția intestinală, metabolismul gazelor microbiene și chiar în dezvoltarea anumitor afecțiuni.[82]
- 18 aprilie – O analiză genomică extinsă realizată de cercetători chinezi sugerează că strămoșul tuturor trandafirilor era probabil o floare galbenă cu un singur rând de petale și șapte foliole. Studiul a urmărit evoluția și diversificarea genului Rosa prin analiza genetică a peste 80 de specii și oferă informații valoroase pentru eforturile de ameliorare a trandafirilor moderni, inclusiv pentru rezistența la stres și conservarea speciilor amenințate.[83]

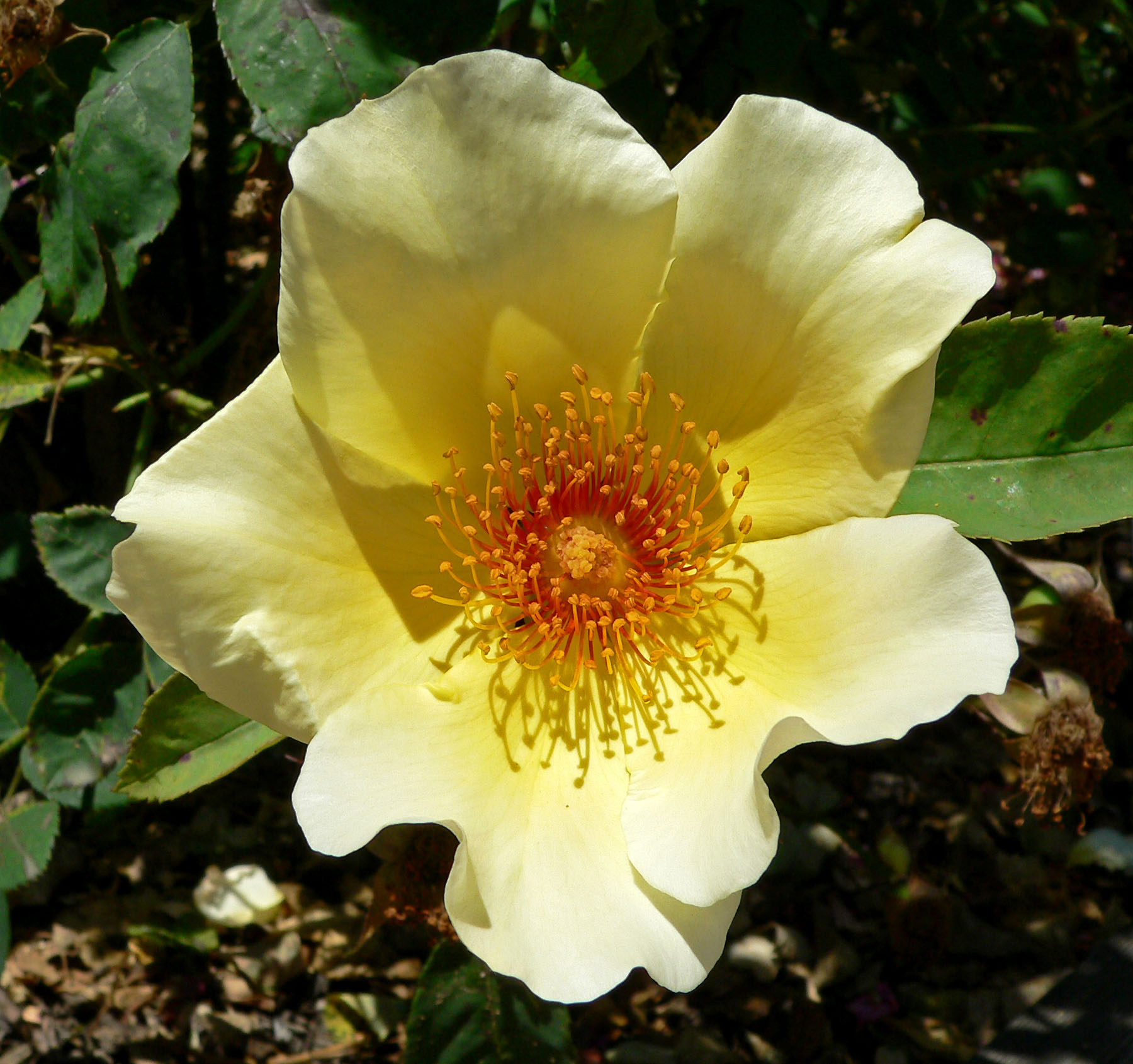
O analiză genomică sugerează că strămoșul tuturor trandafirilor era probabil o floare galbenă cu un singur rând de petale și șapte foliole.

- 20 aprilie – Nava spațială Lucy a NASA returnează imagini ale asteroidului Donaldjohanson din centura principală, dezvăluind că acesta este un asteroid binar de contact și mai mare decât se estimase inițial.[84]
- 22 aprilie – Astronomii de la MIT anunță descoperirea BD+05 4868Ab, o mică exoplanetă stâncoasă situată la 142 ani lumină de Pământ, care se dezintegrează rapid din cauza căldurii extreme provenite de la steaua gazdă din apropiere. Planeta, care orbitează la fiecare 30,5 ore, prezintă o coadă de minerale vaporizate, asemănătoare unei comete, care se întinde până la 9 milioane de kilometri. Se estimează că pierde o masă echivalentă cu cea a muntelui Everest pe fiecare orbită și s-ar putea evapora complet în 1-2 milioane de ani.[85]
- 23 aprilie – Un studiu publicat în revista Radiocarbon a publicat noi datări cu radiocarbon pentru situri din epoca Holocenului din Valea Silexului din Mongolia, oferind informații despre așezările preistorice și economia materiilor prime din zonă. Cercetările s-au concentrat pe siturile de lângă  Baruun Khuree, unde au fost descoperite artefacte litice, fragmente de coji de ou de struț, ceramică și vetre, indicând două perioade de ocupare timpurie în Holocen, între 10.500 și 11.250 de ani în urmă. Datările sugerează că apariția ceramicii în Mongolia a avut loc cu aproximativ 2.000 de ani mai devreme decât se credea anterior, ceramica descoperită fiind distinctă de cele cunoscute în regiune.[86]
- 24 aprilie – Nava spațială Shenzhou 20 este lansată cu succes de la Centrul de lansare a sateliților Jiuquan, China, transportând trei astronauți într-o misiune de șase luni pentru a instala protecția împotriva deșeurilor spațiale la stația spațială Tiangong și pentru a efectua experimente științifice privind radiațiile solare și cosmice asupra planarilor.[87][88]
- 27 aprilie – Astronomii raportează descoperirea „Eos”, un vast nor molecular de hidrogen situat la aproximativ 300 de ani-lumină de Pământ, revelat prin tehnici de emisie în ultraviolet îndepărtat. Se preconizează că se va evapora în 6 milioane de ani. Eos este unul dintre cei mai mari și mai apropiați nori moleculari descoperiți vreodată.[89]
- 30 aprilie
  - Inginerii de la ITER finalizează construcția celui mai mare și mai puternic sistem electromagnet supraconductor pulsat din lume, marcând o etapă majoră pe calea fuziunii nucleare susținute. Solenoidul central și magneții din jur vor limita plasma la 150 de milioane °C, permițând ITER să producă 500 de megawați de energie de fuziune din doar 50 de megawați de intrare.[90]
  - Centrul Planetelor Minore anunță două luni suplimentare ale lui Jupiter, ceea ce ridică numărul total de luni ale planetei la 97.[91]

### Mai

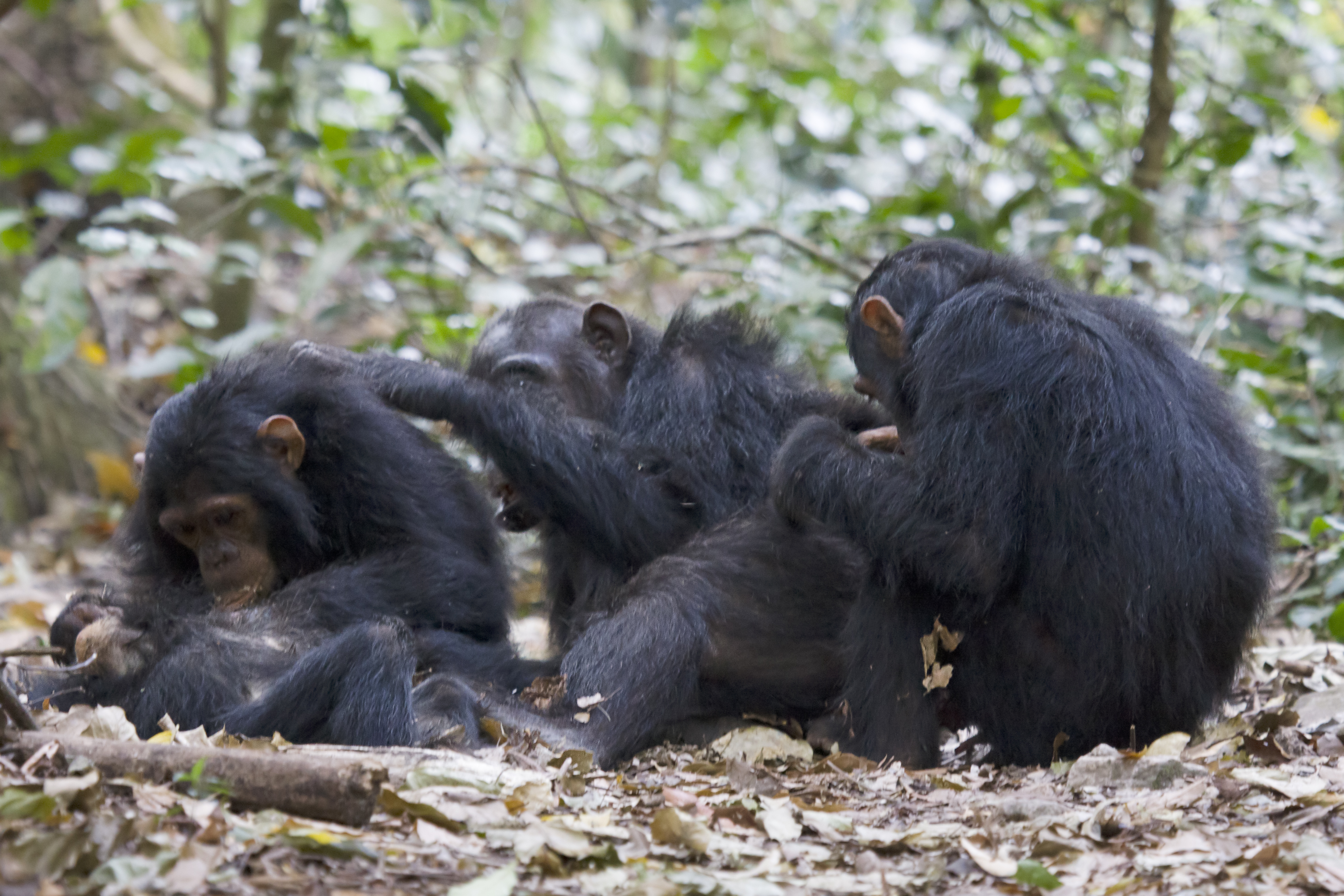
14 mai: Îngrijirea rănilor la cimpanzei: Un indiciu despre evoluția tratamentelor medicale umane.

- 1 mai – O nouă cercetare de la Universitatea din Manchester învățătura convențională predată în școli de peste 100 de ani despre diviziunea celulară, arătând că celulele nu devin întotdeauna sferice înainte de a se diviza. Studiul a relevat că multe celule din organismele vii se divid asimetric, producând celule fiice de dimensiuni și funcții diferite, un proces influențat de forma celulei parentale. Această descoperire are implicații semnificative pentru înțelegerea dezvoltării țesuturilor, a bolilor precum cancerul (unde diviziunea asimetrică ar putea contribui la metastază) și pentru medicina regenerativă, oferind potențialul de a manipula forma celulelor pentru a controla funcția celulelor fiice.[92]
- 8 mai – Într-o lucrare publicată în Physical Review C este raportată măsurători care cuantifică transmutarea plumbului în aur în cadrul Large Hadron Collider de la CERN. Prin coliziuni aproape frontale ale nucleelor de plumb la energii extrem de ridicate, câmpurile electromagnetice intense generate pot elimina protoni din nucleele de plumb, transformându-le astfel în nuclei de aur, deși pentru o fracțiune de secundă. Această realizare aduce mai aproape de realitate visul alchimiștilor medievali, demonstrând o nouă metodă de producere artificială a aurului prin procese nucleare.[93]
- 10 mai – Kosmos 482, sondă sovietică lansată în 1972 ca parte a misiunii Venera a Uniunii Sovietice de explorare a planetei Venus, dar care nu a reușit să atingă o viteză suficientă pentru a ajunge pe Venus, rămânând blocată pe orbita joasă a Pământului, a reintrat în atmosfera Pământului prăbușindu-se în Oceanul Indian.[94]
- 12 mai
  - O echipă de oameni de știință neerlandezi a recalculat rata de „evaporare” a obiectelor cosmice prin radiație similară cu cea a lui Hawking, estimând că ultimele rămășițe stelare vor dispărea în aproximativ 1078 ani, mult mai repede decât se credea anterior (101100 ani). Cercetătorii au arătat că acest proces se aplică nu doar găurilor negre, ci și altor obiecte precum stelele neutronice și piticele albe, timpul de evaporare depinzând de densitatea obiectului. În mod surprinzător, stelele neutronice și găurile negre stelare au un timp de dezintegrare similar, de aproximativ 1067 ani, în timp ce chiar și obiecte mai mici, cum ar fi Luna sau un om, ar dispărea în aproximativ 1090 ani prin acest mecanism.[95]
  - Noi dovezi obținute prin analiza datelor seismice de la misiunea InSight a NASA sugerează existența unui vast rezervor de apă lichidă ascuns adânc în crusta planetei Marte. Cercetătorii au identificat o zonă între 5,4 și 8 kilometri sub suprafață unde undele seismice încetinesc, indicând prezența unui strat de rocă poroasă saturată cu apă, similar acviferelor de pe Pământ. Se estimează că acest „strat acvifer” marțian ar putea conține suficientă apă pentru a acoperi întreaga planetă cu un ocean de 520-780 de metri adâncime, oferind o posibilă explicație pentru apa „lipsă” de pe Marte și redefinind înțelegerea noastră despre trecutul umed al planetei.[96]

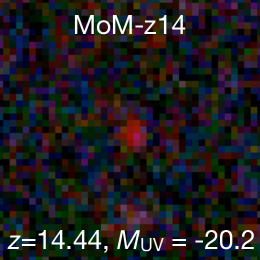
16 mai: MoM-z14 devine cea mai îndepărtată galaxie detectată vreodată..

- 13 mai – Genele legate de tulburarea obsesiv-compulsivă sunt descoperite pentru prima dată. Un studiu care a implicat mai mult de 2 milioane de persoane identifică 250 de gene legate de această afecțiune.[97]
- 14 mai – Cercetătorii care studiază cimpanzeii din pădurea Budongo, Uganda, au observat că aceste primate nu doar își tratează propriile răni, ci și îngrijesc rănile altora, oferind indicii despre originile îngrijirii medicale și utilizării plantelor medicinale la strămoșii noștri. Studiul a documentat diverse comportamente de îngrijire, inclusiv linsul rănilor, aplicarea de plante mestecate și curățarea altor zone ale corpului, observându-se chiar și cazuri de ajutor oferit indivizilor fără legătură genetică.[98]
- 16 mai – MoM-z14, descoperită cu ajutorul telescopului spațial James Webb, este confirmată ca fiind cea mai îndepărtată galaxie detectată vreodată, cu o deplasare spre roșu de 14,44, ceea ce înseamnă că s-a format la 280 de milioane de ani după Big Bang.[99]
- 20 mai 
  - Un nou studiu a analizat sateliții mici ai lui Jupiter, Amalthea și Thebe, pentru a estima dimensiunea și câmpul magnetic ale planetei gigant la aproximativ 3,8 milioane de ani după formarea primelor solide din sistemul solar. Cercetătorii au descoperit că Jupiter era de aproximativ două ori mai mare decât este astăzi și avea un câmp magnetic de circa 50 de ori mai puternic. Această cercetare oferă o perspectivă importantă asupra stării primordiale a lui Jupiter în momentul dispariției nebuloasei solare, un punct crucial în formarea arhitecturii sistemului nostru solar.[100]
  - MIT publică un raport detaliat privind amprenta energetică a inteligenței artificiale generative. Se arată că unele modele necesită echivalentul funcționării unui cuptor cu microunde timp de o oră pentru a produce cinci secunde de video.[101][102]
- 21 mai 
  - Primul vaccin din lume împotriva gonoreei este lansat de NHS England, cu o eficacitate de 30-40%.[103]
  - Un studiu clinic major, publicat în The American Journal of Clinical Nutrition, arată că suplimentele cu vitamina D pot reduce îmbătrânirea biologică, conservând telomerii și putând adăuga trei ani la durata de viață.[104]
- 22 mai – O analiză realizată de Universitatea Murdoch din Australia constată că solurile agricole conțin în prezent de 23 de ori mai multe microplastice decât oceanele.[105]
- 28 mai
  - Misiunea Tianwen-2 de returnare a probelor de asteroizi și explorare a cometelor este lansată cu succes de Administrația Spațială Națională Chineză la bordul unei rachete Long March 3B. Misiunea va explora asteroidul co-orbital 469219 Kamoʻoalewa din apropierea Pământului și cometa 311P/PanSTARRS din centura principală.[106]
  - În cadrul testelor efectuate pe șoareci, s-a constatat că o combinație de Rapamycin și Trametinib prelungește durata de viață cu aproximativ 30% și funcționează mai bine decât oricare dintre aceste medicamente luate separat.[107][108]

### Iunie

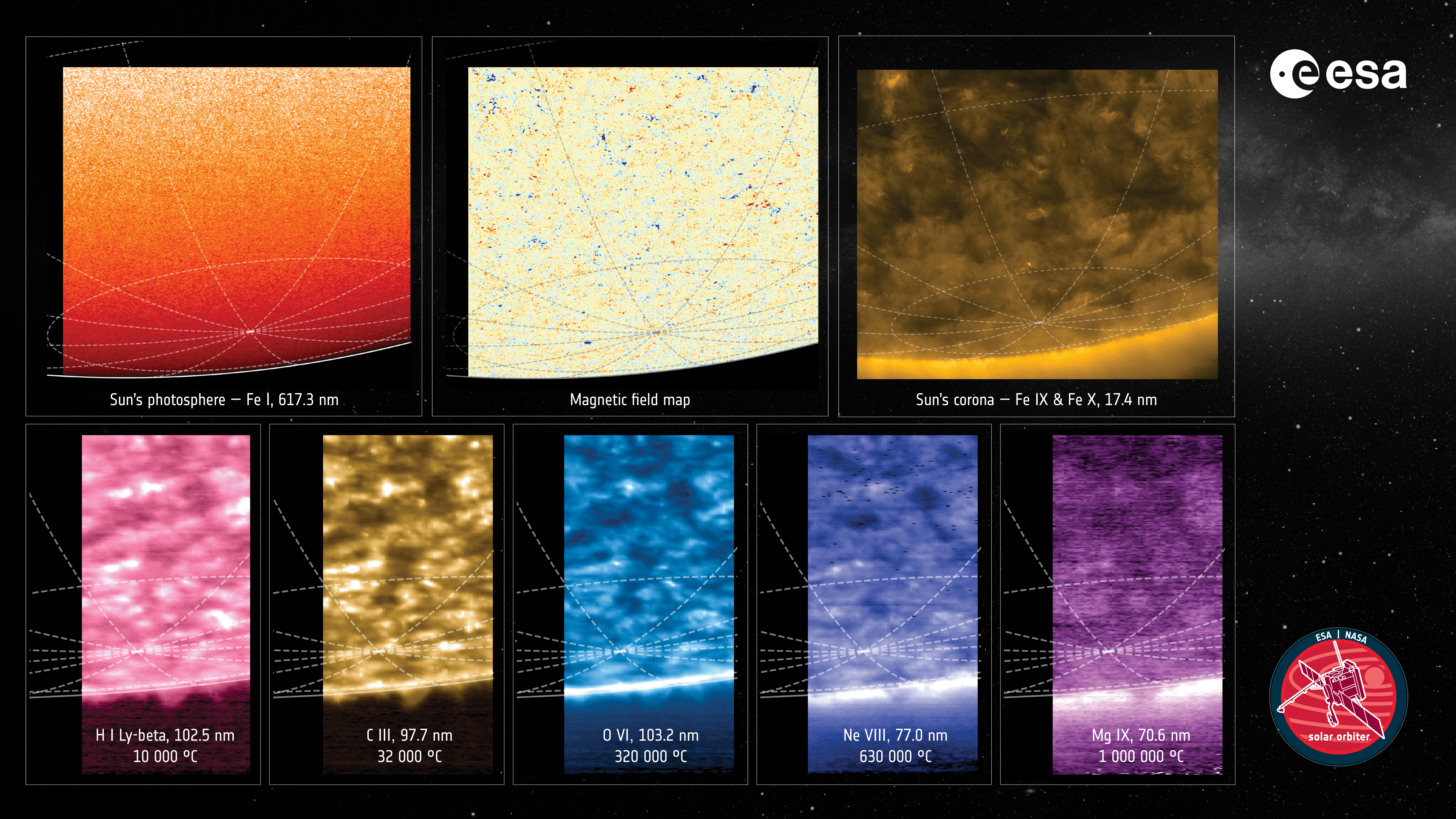
11 iunie: Solar Orbiter al Agenției Spațiale Europene dezvăluie prima imagine din istorie a polului sudic al Soarelui.

- 3 iunie – Un studiu recent a dezvăluit că pietrișul și rocile spațiale au jucat un rol crucial în formarea planetelor gigantice, cum ar fi exoplaneta ultra-fierbinte WASP-121b. Potrivit cercetătorilor, această planetă s-a format prin absorbția gazelor ușoare evaporate din minusculele pietricele spațiale, fiind simultan bombardată de obiecte stâncoase mai mari. Descoperirea metanului în atmosfera planetei sugerează o îmbogățire a atmosferei sale timpurii cu carbon provenit din pietricele care se deplasau spre interior.[109]
- 5 iunie – O echipă internațională de astronomi a lansat cea mai mare hartă a universului realizată vreodată, catalogând aproape 800.000 de galaxii și acoperind 13,5 miliarde de ani de istorie cosmică. Această realizare monumentală, obținută prin programul COSMOS-Web al Telescopului Spațial James Webb, reunește peste 10.000 de expuneri individuale și oferă cea mai extinsă imagine a spațiului îndepărtat. Noua hartă, disponibilă publicului larg, furnizează date fără precedent despre modul în care galaxiile s-au format și au evoluat pe parcursul a 98% din timpul cosmic.[110]
- 10 iunie – Astronomii au descoperit cea mai mare regiune cunoscută de particule energetice care înconjoară un roi de galaxii, întinzându-se pe aproape 20 de milioane de ani-lumină. Această structură cosmică record contestă teoriile actuale despre modul în care particulele își mențin energia, sugerând că regiunea este alimentată de unde de șoc gigantice și turbulențe în gazul fierbinte dintre galaxii, nu de galaxiile învecinate. Această descoperire oferă noi perspective asupra câmpurilor magnetice cosmice și asupra modului în care energia și materia se mișcă prin cele mai mari structuri ale universului.[111]

23 iunie: Roiul Fecioarei, una dintre imaginile de la prima lumină a Observatorului Vera C. Rubin

- 11 iunie – Solar Orbiter al Agenției Spațiale Europene dezvăluie prima imagine din istorie a polului sudic al Soarelui.[112]
- 22 iunie – Observatorul Regal Greenwich își sărbătorește cea de-a 350-a aniversare.[113]
- 23 iunie
  - Observatorul Vera C. Rubin publică imagini de la prima sa lumină, care includ roiul Fecioarei, nebuloasele Trifidă și Lagună și descoperirea a aproximativ 2.000 de asteroizi.[114][115]
  - Cercetătorii de la Universitatea Hiroshima au descoperit mineralul djerfisherit, o sulfură de fier-nichel care conține potasiu, într-o mostră adusă de pe asteroidul Ryugu, o prezență neașteptată care contestă paradigmele actuale despre asteroizii primitivi. Această descoperire sugerează o amestecare timpurie de materiale cu istorii de formare diferite sau condiții chimice eterogene localizate pe Ryugu.[116]
- 25 iunie
  - Se descoperă existența în celulele umane a unui organit necunoscut anterior, descris drept „centru de reciclare”.[117]
  - Este lansată misiunea Axiom 4, un zbor spațial privat către Stația Spațială Internațională. Misiunea implică 4 astronauți, inclusiv primii astronauți din Polonia și India de la sfârșitul Războiului Rece.[118][119]
- 30 iunie – Oamenii de știință au descoperit un nou material cuantic bidimensional, cu potențial către dezvoltarea unor dispozitive electronice semnificativ mai rapide și mai eficiente energetic. Această inovație deschide calea către dispozitive de calcul revoluționare.[120]

### Iulie
- 1 iulie

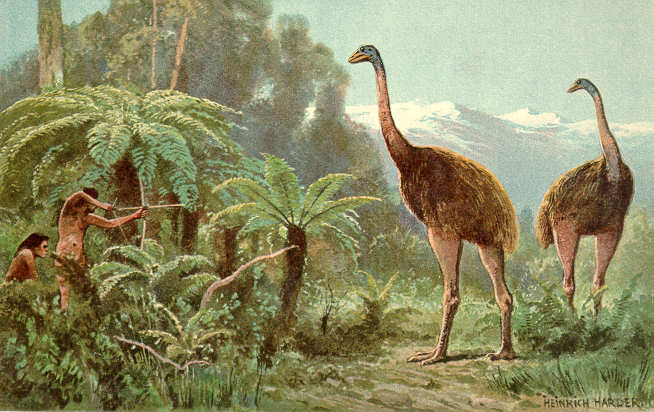
Compania Colossal Biosciences, specializată în reintroducerea speciilor dispărute, anunță un plan de reînviere a moa, o pasăre gigantică care nu putea zbura și care atingea odinioară o înălțime de până la 3,6 metri.

  - Se anunță că MethaneSAT, un satelit de observare a Pământului care a monitorizat și studiat emisiile globale de metan, a rămas fără energie, ceea ce îl face „probabil imposibil de recuperat”, în urma unei pierderi de contact în luna precedentă.[121][122]
  - Al treilea obiect interstelar confirmat care a trecut prin sistemul nostru solar, 3I/ATLAS, este descoperit de sistemul de alertă ATLAS (Asteroid Terrestrial-impact Last Alert System).[123]
- 2 iulie – Noi cercetări arată că dispariția pădurilor tropicale în timpul celei mai catastrofale extincții de pe Pământ, Extincția Permian-Triasic de acum 252 de milioane de ani, a fost cauza principală a încălzirii globale prelungite care a urmat. Pierderea vegetației a redus masiv stocarea carbonului, menținând niveluri ridicate de CO2 în atmosferă timp de aproximativ cinci milioane de ani.[124]
- 3 iulie – O cercetare publicată în Earth and Planetary Science Letters reconstituie în detaliu cum nivelul mării trebuie să fi variat pe perioade de mii de ani în ultimii 540 de milioane de ani.[125]
- 8 iulie
  - Un studiu a arătat că o anumită variantă genetică Neanderthaliană (NOVA1) influențează dezvoltarea creierului uman, putând fi asociată cu afecțiuni precum macrocefalia, microcefalia și autismul. Aceste descoperiri, obținute prin analizarea unor „mini-creiere” cultivate în laborator, sugerează că moștenirea genetică de la Neanderthalieni continuă să modeleze structura și funcția cerebrală a populației umane actuale.[126]
  - Compania americană Colossal Biosciences, specializată în reintroducerea speciilor dispărute, anunță un plan de reînviere a moa, o pasăre gigantică care nu putea zbura și care atingea odinioară o înălțime de până la 3,6 metri.[127][128]
- 10 iulie – Noi descoperiri de fosile sugerează că animale complexe, în special bureți, au apărut cu milioane de ani înainte de Explozia Cambriană. Această constatare contrazice ideea că Explozia Cambriană a fost singurul eveniment major de apariție a vieții animale complexe, indicând o dezvoltare mai timpurie și graduală a unor linii evolutive complexe încă din perioada Ediacarană.[129]
- 11 iulie – Oamenii de știință au descoperit că noul obiect interstelar, denumit 3I/ATLAS, ar putea fi cea mai veche cometă observată vreodată, posibil cu 3 miliarde de ani mai veche decât Sistemul nostru Solar. Această a treia cometă interstelară detectată provine probabil din discul gros al Căii Lactee, o regiune cu stele străvechi.[130]
- 13 iulie – Colaborarea LIGO-Virgo-KAGRA anunță detectarea celei mai masive fuziuni de găuri negre observată vreodată prin intermediul undelor gravitaționale, producând un obiect final de peste 225 de mase solare și provocând modelele existente de formare a găurilor negre.[131]
- 21 iulie – Fizicienii au descoperit un izotop de aluminiu complet nou, numit aluminiu-20. Acest izotop exotic, instabil, se dezintegrează într-un mod inedit, prin emiterea a trei protoni simultan. Această descoperire revoluționară oferă indicii importante despre structura și simetria nucleului atomic, extinzând astfel înțelegerea noastră asupra fizicii nucleare.[132]
- 23 iulie – Descoperirea unor urme de dinozauri vechi de aproximativ 100 de milioane de ani în munții Pirinei a oferit noi dovezi ale existenței unei noi specii de dinozaur sauropod. Urmele, caracterizate printr-un model unic de mers și de adâncime, sugerează o nouă perspectivă asupra taxonomiei și diversității acestor giganți erbivori. Această descoperire arată că speciile de sauropode au supraviețuit mai mult timp în Europa decât se credea anterior.[133]
- 26 iulie – O rachetă europeană Vega C a fost lansată cu succes, transportând cinci sateliți pe orbită. Patru dintre acești sateliți au rolul de a realiza o cartografiere 3D a Pământului la rezoluție înaltă, în timp ce al cincilea, numit MicroCarb, va monitoriza sursele și absorbantele de dioxid de carbon (CO2) la nivel global.[134]
- 28 iulie – Conform unui nou studiu, o analiză a „sunetelor” distorsionate din universul timpuriu sugerează că suntem localizați într-un vid cosmic gigant, cu o densitate a materiei cu aproximativ 20% mai mică decât media. Această teorie ar putea oferi o soluție la „tensiunea Hubble”, o problemă majoră în cosmologie legată de faptul că universul local pare să se extindă mai rapid decât se estima.[135]
- 30 iulie – Un studiu recent a descoperit că o ciupercă specială acționează ca un „pod” biochimic între ciupercile vecine, facilitând schimbul de substanțe nutritive. Această ciupercă leagă rețelele subterane de miceliu ale altor ciuperci, permițându-le să transfere carbohidrați și alte molecule esențiale. Descoperirea arată că aceste rețele fungice sunt mult mai interconectate decât se credea, având un rol crucial în distribuția resurselor în ecosisteme.[136]
- 31 iulie – Din analiza datelor din diverse surse, se pare că apariția vieții complexe a avut loc mult mai devreme decât se credea anterior. Noi cercetări sugerează că viața multicelulară a evoluat de mai multe ori și a apărut cu milioane de ani înainte de Explozia Cambriană, în special în cazul unor organisme precum bureții. Această descoperire, bazată pe noi fosile și metode de datare, arată că evoluția vieții complexe a fost un proces mai lung și mai puțin brusc decât se considera până acum.[137]

### August
- 5 august – Un studiu recent arată că oamenii de știință au reușit să creeze hidrură de aur, un compus al aurului cu hidrogen, prin combinarea celor două elemente în condiții de presiune și temperatură extrem de ridicate. Descoperire este considerată remarcabilă, deoarece aurul este un element nobil care nu reacționează în mod normal cu hidrogenul. Cercetarea deschide noi perspective pentru înțelegerea chimiei elementelor grele și ar putea avea implicații în domeniul materialelor avansate.[138]
- 7 august
  - OpenAI lansează GPT-5, o versiune nouă și îmbunătățită a ChatGPT cu „inteligență la nivel de doctorat”.[139][140]
  - NASA raportează cea mai solidă dovadă de până acum a existenței unui gigant gazos care orbitează Alpha Centauri A.[141][142]
- 11 august – Conform unor noi dovezi descoperite într-o peșteră din Spania, agricultorii neolitici practicau canibalismul împotriva dușmanilor. Studiul, bazat pe analiza a peste 650 de fragmente de oase, inclusiv ale unor copii, a dezvăluit semne de tăiere, fierbere și chiar urme de dinți umani, indicând un proces de tranșare sistematică. Cercetătorii consideră că aceste acțiuni nu au fost motivate de supraviețuire, ci reprezintă un act deliberat de „eliminare totală” a rivalilor.[143]
- 12 august – Oamenii de știință au descoperit cea mai veche fosilă de mamifer din Africa, veche de 135 de milioane de ani, care umple un gol crucial în istoria evoluției mamiferelor. Fosila, ce aparține unei specii necunoscute, oferă dovezi că mamiferele au coexistat cu dinozaurii pe continentul african. Această descoperire arată că mamiferele au avut o diversitate mai mare în timpul Cretacicului decât se credea anterior.[144]

## Evenimente așteptate
- Sonda IMAP a NASA va fi lansată spre punctul lagrange 1 pentru a colecta praf interstelar și a investiga vremea spațială.[145]
- Sonda spațială Venus Life Finder este așteptată să ajungă pe Venus.[146][147]
- Observatorul Vera C. Rubin este așteptat să înceapă operațiunile științifice la sfârșitul anului 2025.[148][149]